# Нізієнко Олександр Федорович
Олександр Федорович Нізієнко (2 вересня 1894 — 7 квітня 1965) — підполковник Армії УНР.

## Життєпис
Олександр Нізієнко народився в селі Підпилип'ї  Подільської губернії. Закінчив 8-класне Кам'янець-Подільське технічне училище, Сергіївське Одеське артилерійське училище (1914).

### На службі РІА
З 1 грудня 1914 р. — підпоручик Осовецької фортечної артилерії. У подальшому служив у 9-й Сибірській стрілецькій артилерійській бригаді. У 1917 р. закінчив два прискорених курси Військової академії Генерального штабу, служив молодшим ад'ютантом штабу 4-го Сибірського корпусу. Під час Першої світової війни був двічі контужений, нагороджений всіма орденами до Святого Володимира IV ступеня з мечами та биндою.

### На службі УНР
У 1918 р. був зарахований до кадрів Армії Української Держави. Під час протигетьманського повстання обійняв посаду командира 4-го кінно-гарматного полку, який перейшов на бік військ Директорії.
З 20 січня 1919 р. — начальник штабу подільської губернської комендатури.
З 7 лютого 1919 р. — начальник штабу 20-ї дієвої дивізії Дієвої армії УНР.
З 6 березня 1919 р. —начальник відділу штабу 8-го Катеринославського Коша Дієвої армії УНР, у складі якого у квітні 1919 р був інтернований у Румунії.
З 17 травня 1919 р. — в. о. начальника штабу 8-ї Запорізької дивізії Дієвої армії УНР.
З 9 листопада 1919 р. — штаб-старшина для доручень командувача Дієвої армії УНР. 7 грудня 1919 р. був інтернований польською владою.
З 7 лютого 1920 р. — начальник оперативної частини штабу 4-ї бригади Армії УНР. З 31 березня 1920 р. — начальник штабу 4-ї бригади 2-ї дивізії Армії УНР (згодом — 7-ма стрілецька бригада 3-ї Залізної дивізії). З 25 липня 1920 р. — підполковник.
У 1920—1930-х рр. жив на еміграції в Польщі. Під час Другої світової війни виїхав до Німеччини. Згодом емігрував до Австралії.
Помер та похований у м. Водонзі (Австралія).